# Vladislav Stoyanov
Vladislav Boykov Stoyanov (Pernik, Bulgaria, 8 de junio de 1987), más conocido como Vladislav Stoyanov, es un futbolista búlgaro. Juega de portero y su equipo actual es el PFC Ludogorets Razgrad de la A PFG.

## Trayectoria

### PFC Naftex Burgas
Stoyanov comenzó su primera temporada 2005-06 en el primer equipo como tercer portero, por detrás Svilen Simeonov e Iván Cvorovic. Él mantuvo su portería a cero en su debut en la liga con una victoria por 1-0 sobre el Cherno More Varna el 15 de octubre de 2005.

### Chernomorets Burgas
En junio de 2006 Stoyanov se unió a Chernomorets Burgas en el B PFG Oriente. Hizo su debut el 19 de agosto, en el empate 1-1 en casa ante Nesebar. Después de la promoción del Chernomorets a la A PFG, se convirtió en un portero de primera elección para la temporada 2007-08.
En julio de 2008, el Dinamo Kiev invitó oficialmente a Stoyanov a unirse a las sesiones de entrenamiento durante una semana. Fue el primer portero bien escogido durante la mayor parte de la temporada 2008-09, pero perdió su lugar después de la llegada de Pascal Borel.

### Sheriff Tiraspol
En enero de 2010 Stoyanov firmó por el Sheriff Tiraspol. Hizo su debut en División Nacional de Moldavia el 7 de marzo, en la victoria por 2-0 en casa contra Tiraspol. Stoyanov comenzó bien su tiempo con Sheriff, manteniendo su portería a cero en sus primeros nueve partidos. El 4 de agosto de 2010, salvó tres penaltis, en una eventual victoria 6-5 por penales ante el Dinamo Zagreb en la tercera ronda previa de la Liga de Campeones de la UEFA 2010-11. El 18 de diciembre Stoyanov fue nombrado portero del año en Moldavia.

### Ludogorets Razgrad
El 11 de enero de 2013, Ludogorets Razgrad completó la transferencia de Stoyanov del Sheriff.
El 13 de diciembre de 2013, Stoyanov fue nombrado en la fase de grupos de la Liga Europea de la UEFA 2013-14. El Ludogorets fue eliminado en los 1/8 de final de la competición.
El 27 de agosto de 2014, Stoyanov mantuvo su portería a cero en el 1:0 a casa la victoria sobre Steaua de Bucarest, pero fue expulsado en el minuto 119 del partido por una falta sobre Fernando Varela. Su equipo ganó la tanda de penaltis después de que el jugador de campo Cosmin Moţi salvara dos penales y el Ludogorets avanzó a la fase de grupos de la Liga de Campeones de la UEFA por primera vez en su historia.
El 1 de octubre de 2014, en el debut en casa del Ludogorets en la Liga de Campeones de la UEFA 2014-15 contra el actual campeón de la Liga de Campeones de la UEFA, Real Madrid, Stoyanov logró salvar uno de los dos penales de Cristiano Ronaldo, pero en una eventual pérdida de 1-2.

## Clubes
| Club                   | Temporada        | Liga     | Liga  | Copa     | Copa  | Europa   | Europa | Total    | Total |
| Club                   | Temporada        | Partidos | Goles | Partidos | Goles | Partidos | Goles  | Partidos | Goles |
| ---------------------- | ---------------- | -------- | ----- | -------- | ----- | -------- | ------ | -------- | ----- |
| PFC Naftex Burgas      | 2005-06          | 4        | 0     | 1        | 0     | -        | -      | 5        | 0     |
| PFC Naftex Burgas      | Total            | 4        | 0     | 1        | 0     | 0        | 0      | 5        | 0     |
| Chernomorets Burgas    | 2006-07          | 9        | 0     | 0        | 0     | -        | -      | 9        | 0     |
| Chernomorets Burgas    | 2007-08          | 28       | 0     | 1        | 0     | -        | -      | 29       | 0     |
| Chernomorets Burgas    | 2008-09          | 11       | 0     | 0        | 0     | 4        | 0      | 15       | 0     |
| Chernomorets Burgas    | 2009-10          | 0        | 0     | 0        | 0     | -        | -      | 0        | 0     |
| Chernomorets Burgas    | Total            | 48       | 0     | 1        | 0     | 4        | 0      | 53       | 0     |
| Sheriff Tiraspol       | 2009-10          | 9        | 0     | 3        | 0     | 0        | 0      | 12       | 0     |
| Sheriff Tiraspol       | 2010-11          | 16       | 0     | 3        | 0     | 10       | 0      | 29       | 0     |
| Sheriff Tiraspol       | 2011-12          | 16       | 0     | 1        | 0     | 2        | 0      | 19       | 0     |
| Sheriff Tiraspol       | Total            | 41       | 0     | 7        | 0     | 12       | 0      | 60       | 0     |
| PFC Ludogorets Razgrad | 2012-13          | 14       | 0     | 0        | 0     | 0        | 0      | 14       | 0     |
| PFC Ludogorets Razgrad | 2013-14          | 30       | 0     | 2        | 0     | 15       | 0      | 47       | 0     |
| PFC Ludogorets Razgrad | 2014-15          | 13       | 0     | 1        | 0     | 11       | 0      | 25       | 0     |
| PFC Ludogorets Razgrad | Total            | 57       | 0     | 3        | 0     | 26       | 0      | 86       | 0     |
| Total en carrera       | Total en carrera | 150      | 0     | 12       | 0     | 42       | 0      | 204      | 0     |

## Selección nacional
Ha sido internacional con la selección de fútbol de Bulgaria, ha jugado 12 partidos.

## Palmarés

### Campeonatos nacionales
| Título                   | Club                        | País     | Año     |
| ------------------------ | --------------------------- | -------- | ------- |
| Divizia Națională        | FC Sheriff Tiraspol         | Moldavia | 2009-10 |
| Copa de Moldavia         | FC Sheriff Tiraspol         | Moldavia | 2009-10 |
| Divizia Națională        | FC Sheriff Tiraspol         | Moldavia | 2011-12 |
| Primera Liga de Bulgaria | P. F. C. Ludogorets Razgrad | Bulgaria | 2012-13 |
| Primera Liga de Bulgaria | P. F. C. Ludogorets Razgrad | Bulgaria | 2013-14 |
| Copa de Bulgaria         | P. F. C. Ludogorets Razgrad | Bulgaria | 2013-14 |
| Supercopa de Bulgaria    | P. F. C. Ludogorets Razgrad | Bulgaria | 2014    |
| Primera Liga de Bulgaria | P. F. C. Ludogorets Razgrad | Bulgaria | 2014-15 |
| Primera Liga de Bulgaria | P. F. C. Ludogorets Razgrad | Bulgaria | 2015-16 |
| Primera Liga de Bulgaria | P. F. C. Ludogorets Razgrad | Bulgaria | 2016-17 |
| Primera Liga de Bulgaria | P. F. C. Ludogorets Razgrad | Bulgaria | 2017-18 |
| Supercopa de Bulgaria    | P. F. C. Ludogorets Razgrad | Bulgaria | 2018    |
| Primera Liga de Bulgaria | P. F. C. Ludogorets Razgrad | Bulgaria | 2018-19 |
| Supercopa de Bulgaria    | P. F. C. Ludogorets Razgrad | Bulgaria | 2019    |
| Primera Liga de Bulgaria | P. F. C. Ludogorets Razgrad | Bulgaria | 2019-20 |
| Primera Liga de Bulgaria | P. F. C. Ludogorets Razgrad | Bulgaria | 2020-21 |

### Distinciones individuales
- Mejor guardameta de la A PFG 2012/13
- Mejor guardameta de la fase de grupos de la Liga Europea de la UEFA 2013-14